# Potencia perfecta

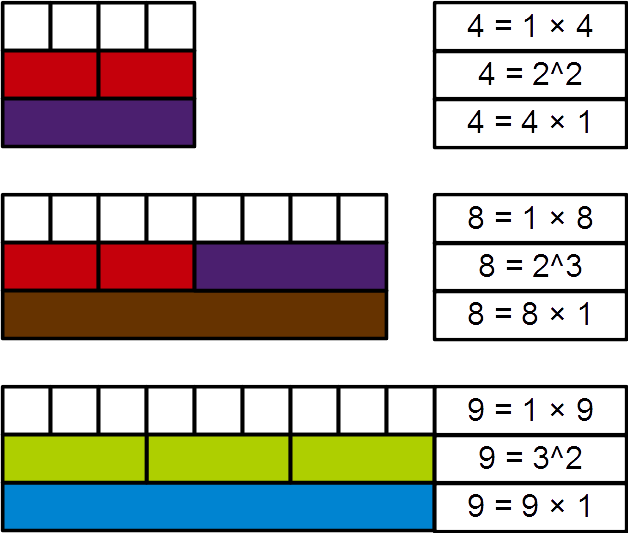
Demostración con las regletas de Cuisenaire de la naturaleza de potencias perfectas de 4, 8 y 9

En matemáticas, una potencia perfecta es un número natural que es producto de factores naturales iguales, o dicho de otro modo, un número entero que se puede expresar como un cuadrado o como una potencia entera mayor que uno. Más formalmente, n es una potencia perfecta si existen dos números naturales m > 1, y k > 1 tales que mk = n. En este caso, n puede llamarse k-ésima potencia perfecta. Si k = 2 o k = 3, entonces n se llama cuadrado perfecto o cubo, respectivamente. A veces, 0 y 1 también se consideran potencias perfectas (0k = 0 para cualquier k > 0, 1k = 1 para cualquier k).

## Ejemplos y sumas
Se puede generar una sucesión de potencias perfectas iterando a través de los valores posibles para m y k. Las primeras potencias perfectas ascendentes en orden numérico (mostrando potencias duplicadas) son (sucesión A072103 en OEIS):
{\displaystyle 2^{2}=4,\ 2^{3}=8,\ 3^{2}=9,\ 2^{4}=16,\ 4^{2}=16,\ 5^{2}=25,\ 3^{3}=27,} {\displaystyle 2^{5}=32,\ 6^{2}=36,\ 7^{2}=49,\ 2^{6}=64,\ 4^{3}=64,\ 8^{2}=64,\dots }
La suma de los recíprocos de las potencias perfectas (incluyendo duplicados como 34 y 92, ambos iguales a 81) es 1:
{\displaystyle \sum _{m=2}^{\infty }\sum _{k=2}^{\infty }{\frac {1}{m^{k}}}=1.}
lo que se puede demostrar de la siguiente manera:
{\displaystyle \sum _{m=2}^{\infty }\sum _{k=2}^{\infty }{\frac {1}{m^{k}}}=\sum _{m=2}^{\infty }{\frac {1}{m^{2}}}\sum _{k=0}^{\infty }{\frac {1}{m^{k}}}=\sum _{m=2}^{\infty }{\frac {1}{m^{2}}}\left({\frac {m}{m-1}}\right)=\sum _{m=2}^{\infty }{\frac {1}{m(m-1)}}=\sum _{m=2}^{\infty }\left({\frac {1}{m-1}}-{\frac {1}{m}}\right)=1\,.}
Las primeras potencias perfectas sin duplicados son:
(a veces 0 y 1), 4, 8, 9, 16, 25, 27, 32, 36, 49, 64, 81, 100, 121, 125, 128, 144, 169, 196, 216, 225, 243, 256, 289, 324, 343, 361, 400, 441, 484, 512, 529, 576, 625, 676, 729, 784, 841, 900, 961, 1000, 1024, ... (sucesión A001597 en OEIS)
La suma de los recíprocos de las potencias perfectas p sin duplicados es:
{\displaystyle \sum _{p}{\frac {1}{p}}=\sum _{k=2}^{\infty }\mu (k)(1-\zeta (k))\approx 0.874464368\dots }
donde μ(k) es la función de Möbius y ζ(k) es la función zeta de Riemann.
Según Euler, Goldbach mostró (en una carta ahora perdida) que la suma de 1p − 1 sobre el conjunto de potencias perfectas p, excluyendo 1 y excluyendo duplicados, es 1:
{\displaystyle \sum _{p}{\frac {1}{p-1}}={{\frac {1}{3}}+{\frac {1}{7}}+{\frac {1}{8}}+{\frac {1}{15}}+{\frac {1}{24}}+{\frac {1}{26}}+{\frac {1}{31}}}+\cdots =1.}
Esto a veces se conoce como el teorema de Goldbach-Euler.

## Detección de potencias perfectas
Detectar si un número natural n dado es o no una potencia perfecta se puede lograr de muchas maneras diferentes, con niveles variables de complejidad. Uno de los métodos más simples es considerar todos los valores posibles para k en cada uno de los divisores de n, hasta {\displaystyle k\leq \log _{2}n}. Entonces, si los divisores de {\displaystyle n} son {\displaystyle n_{1},n_{2},\dots ,n_{j}}, entonces uno de los valores {\displaystyle n_{1}^{2},n_{2}^{2},\dots ,n_{j}^{2},n_{1}^{3},n_{2}^{3},\dots } debe ser igual a n si n es una potencia perfecta.
Este método se puede simplificar de inmediato considerando en su lugar solo los valores primos de k. Esto se debe a que si {\displaystyle n=m^{k}} para un número compuesto {\displaystyle k=ap} donde p es primo, entonces esto se puede reescribir simplemente como {\displaystyle n=m^{k}=m^{ap}=(m^{a})^{p}}. Debido a este resultado, el valor mínimo de k debe ser necesariamente primo.
Si se conoce la factorización completa de n,  descrita como {\displaystyle n=p_{1}^{\alpha _{1}}p_{2}^{\alpha _{2}}\cdots p_{r}^{\alpha _{r}}} donde los {\displaystyle p_{i}} son primos distintos, entonces n es una potencia perfecta si y solo si {\displaystyle {\text{mcd}}(\alpha _{1},\alpha _{2},\ldots ,\alpha _{r})>1}, donde mcd denota el máximo común divisor. Como ejemplo, considérese n= 296·360·724. Como el mcd(96, 60, 24)= 12, n es una potencia perfecta de 12 (y una potencia perfecta de 6, 4, cúbica y cuadrada, ya que 6, 4, 3 y 2 dividen a 12).

## Brechas entre potencias perfectas
En 2002, el matemático rumano Preda Mihăilescu demostró que el único par de potencias perfectas consecutivas es 23= 8 y 32= 9, demostrando así la conjetura de Catalan.
La conjetura de Pillai establece que para cualquier número entero positivo k dado, solo hay un número finito de pares de potencias perfectas cuya diferencia es k. Este es un problema sin resolver.